# 어향
어향(중국어 간체자: 鱼香, 정체자: 魚香, 병음: yúxiāng 위샹[*])은 쓰촨 요리의 다섯 가지 향미 가운데 하나로, 생선을 넣지 않고 여러 가지 양념으로 "어향(생선 향)"을 내는 것이 특징이다. 어향 요리의 맛을 낼 때는 파, 마늘, 생강 등 향신채와 파오자오장 또는 두반장 등 매운 소스, 그리고 설탕, 간장, 라오천추 등이 쓰여, 매콤하고 달콤짭조름하며 약간 새콤한 맛이 난다.

## 이름
중국어 "어향(鱼香, 魚香)"은 "생선 향"이라는 뜻으로, "물고기"를 뜻하는 "위(鱼, 魚)"와 "향기"를 뜻하는 "샹(香, 香)"으로 이루어진 말이다.

## 요리

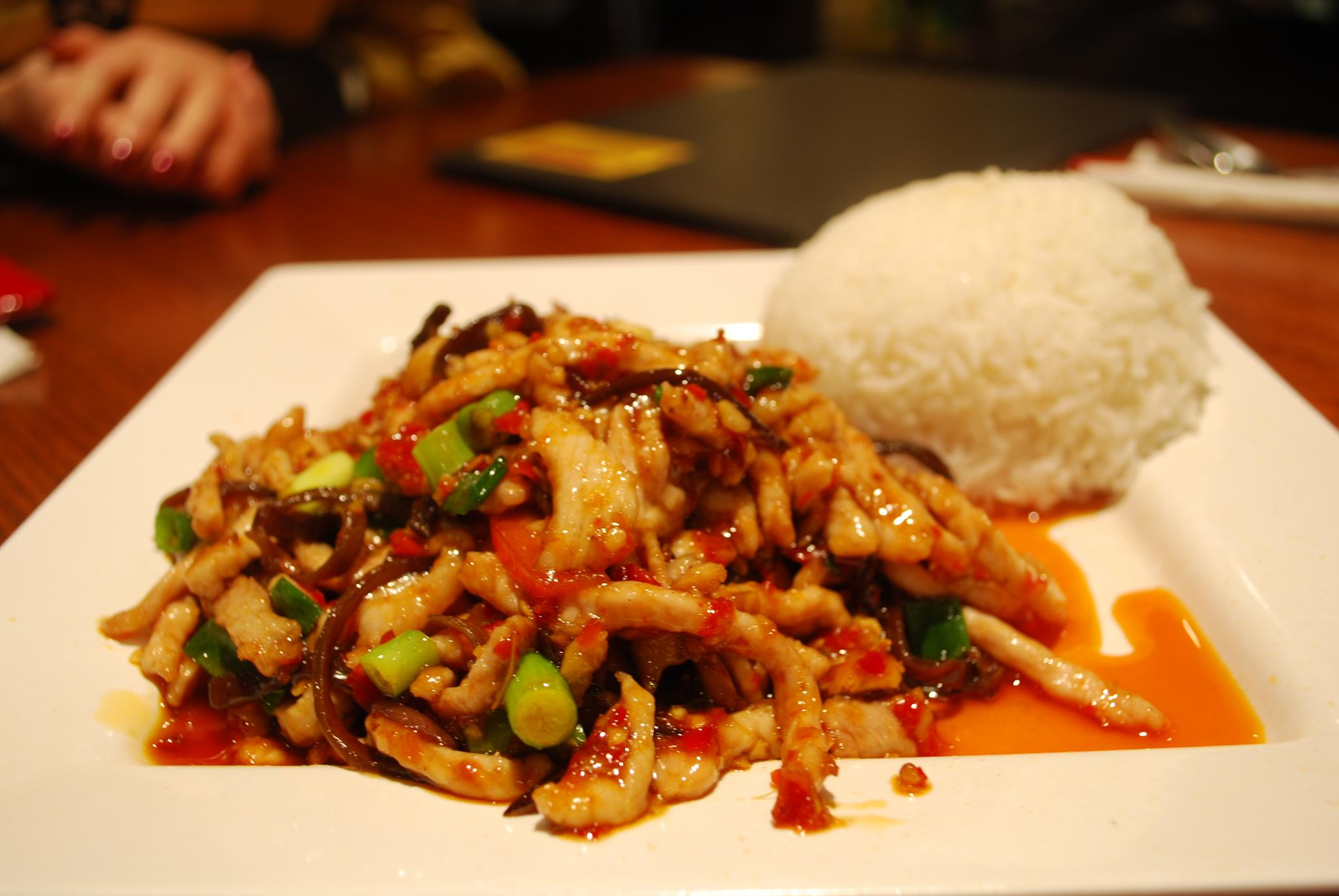
어향육슬
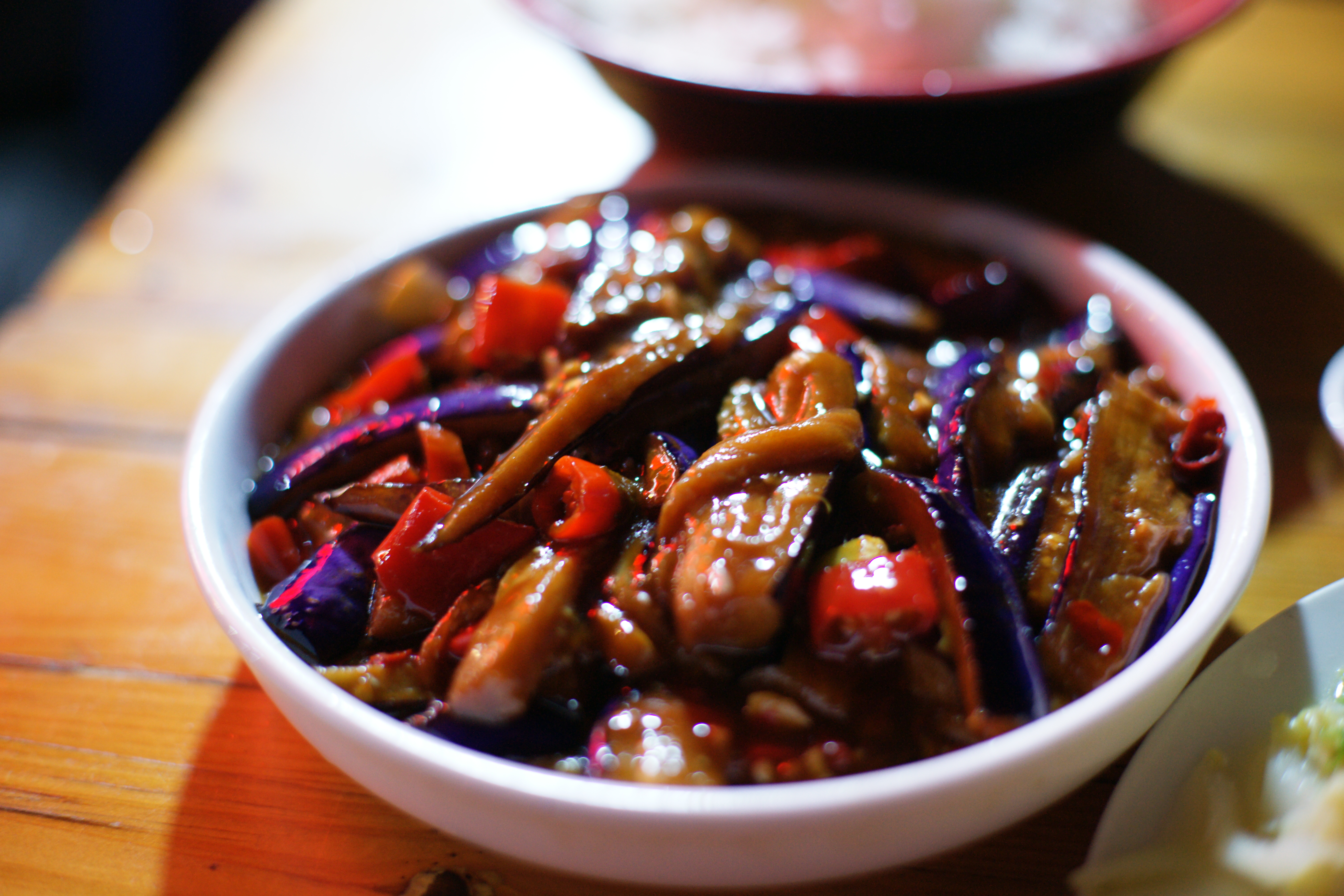
어향가지

- 어향육슬
- 어향가지

## 같이 보기
- 마라